# 栗头鹟莺
栗头鶲莺（学名：Phylloscopus castaniceps）为柳鶯科柳鶯屬的鸟类。该物种的模式产地在尼泊尔。
分佈於孟加拉、不丹、柬埔寨、中國、印度、印尼、寮國、馬來西亞、緬甸、尼泊爾、泰國和越南。其自然棲地為亞熱帶或熱帶濕潤低地森林和亞熱帶或熱帶濕潤山地森林。在其分佈範圍內，共認可九個亞種，並且與巽他柳鶯及黃胸柳鶯形成超種群。

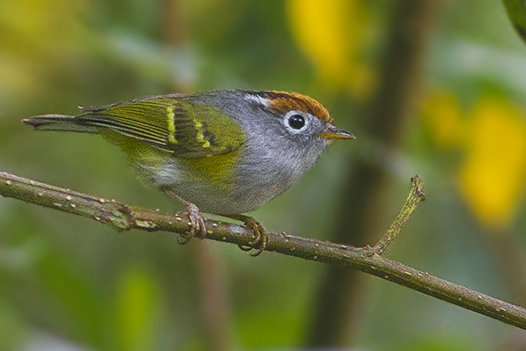
干城章嘉國家公園， 西錫金, 印度.

它是棲息於樹上的鳥類，主要以昆蟲為食。雖然不被認為是遷徙性鳥類，但它可能會進行小範圍的季節性垂直遷移，遷徙至更高或更低的海拔地區。
栗頭鶲鶯以前被歸入鶲鶯屬（Seicercus）。2018年發表的一項分子系統發生學研究發現，柳鶯屬（Phylloscopus）和鶲鶯屬均不是單系群。 在隨後的重新分類中，這兩個屬被合併入柳鶯屬（Phylloscopus），根據國際動物命名法委員會的規則，柳鶯屬具有優先權。

## 亚种
- 栗头鶲莺指名亚种（学名：Phylloscopus castaniceps castaniceps）。在中国大陆，分布于西藏、云南等地。该物种的模式产地在尼泊尔。[7]
- 栗头鶲莺蒙自亚种（学名：Phylloscopus castaniceps laurentei）。在中国大陆，分布于云南等地。该物种的模式产地在云南。[8]
- 栗头鶲莺华南亚种（学名：Phylloscopus castaniceps sinensis）。在中国大陆，分布于甘肃、陕西、四川、贵州、广西、广东、福建等地。该物种的模式产地在福建。[9]